# Erika Thurner
Erika Thurner (geboren 1952 in Bregenz) ist eine österreichische Historikerin, Politologin und Hochschullehrerin.

## Leben
Thurner studierte Geschichte und Zeitgeschichte an den Universitäten Wien und Salzburg. Ihren Doktor der Philosophie erlangte sie 1983, zur außerordentlichen Professorin der Universität Innsbruck wurde sie 1999 ernannt. Sie lehrt auch in Graz, Linz, Wien und Salzburg.
Thurner ist Mitglied der Gesellschaft für politische Aufklärung (GfpA).

## Auszeichnungen
- 1986: Kulturförderungspreis der Stadt Salzburg
- 1992: Ludwig-Jedlicka-Gedächtnispreis, Universität Wien
- 1993: Käthe-Leichter-Preis (Anerkennungspreis)
- 2000: Library-Award/USA – Outstanding Academic Book Choice
- 2000: Bruno-Kreisky-Preis für das politische Buch
- 2020: Rosa-Jochmann-Plakette

## Schriften
- Nationale Identität und Geschlecht in Österreich seit 1945, Innsbruck/Wien/München 2000
- Der "Goldene Westen"? Arbeitszuwanderung nach Vorarlberg seit 1945, Bregenz 1997.
- Nach '45 war man als 'Rote'/'Roter' auch ein Mensch. Der Wiederaufbau der Salzburger Sozialdemokratie nach 1945, Materialien zur Arbeiterbewegung Nr. 53, Wien/Zürich 1990 (publ. Habil.-Schrift, 447S.)
- Kurzdokumentation des nationalsozialistischen Zigeunerlagers Lackenbach (1940–1945), Eisenstadt 1984.
- Nationalsozialismus und Zigeuner in Österreich. Veröffentlichungen zur Zeitgeschichte 2, hrsg. von Erika Weinzierl, Ernst Hanisch und Karl Stuhlpfarrer, Wien/Salzburg 1983 (pub1. Dissertation: Die Zigeuner als Opfer nationalsozialistischer Verfolgung in Österreich, Salzburg 1983, 235 S. plus 60 S. Anhang)
- National Socialism and Gypsies in Austria. Updated and expanded Edition. Edited and translated by Gilya Gerda Schmidt (Übersetzung der 1983 publizierten Dissertation Nationalsozialismus und Zigeuner in Österreich.) Foreword by Michael Berenbaum, Survivor of the Shoah Visual History Foundation Washington, The University of Alabama Press, Tuscaloosa and London 1998.
- Women in Austria. Günter Bischof, Anton Pelinka, and Erika Thurner, editors, Contemporary Austrian Studies, Vol. VI, New Brunswick / London 1998
- Bruno Kreisky in: Europe since 1945: An Encyclopedia, Garland Publishing Inc./Loyola University, New Orleans/Louisiana (1998)
- Gypsies in the Austrian Burgenland - the Camp at Lackenbach, in: In the Shadow of the Swastika. The Gypsies during the Second World War, Vol. 2. Edited by Donald Kenrick, Centre de recherches tsiganes, University of Hertfordshire Press/UK 1999.
- La soluzione nazista della questione zingara nella cosidetta „Marca orientale“ in: Mirella Karpati: Zingari ieri e oggi, Roma 1993.
- Erika Thurner, Gilda Horvath, Ljubomir Bratić, u. a. Romanistan ist überall, Markierungen im unwegsamen Gelände, IG Kultur Österreich, Wien 2013, ISBN 3-9500544-7-2.